# 埃芬漢 (新罕布什爾州)
埃芬漢（英語：Effingham）是一個位於美國新罕布什爾州卡羅爾縣的鎮。

## 人口
根據2020年美國人口普查的數據，埃芬漢的面積為103.40平方千米，當中陸地面積為100.40平方千米，而水域面積為3.00平方千米。當地共有人口1691人，而人口密度為每平方千米16人。